# Jugozapadni molučki jezici
Jugozapadni molučki jezici, nekadašnja skupina centralnih malajsko-polinezijskih jezika koja je obuhvaćala istočnodamarski jezik [dmr], jezike luang i kisar (danas luang-kisar jezici) i teun-nila-serua, koji danas čine istočne ekstra-ramelajske jezike.
Uz njih obuhvaćala je i wetarske jezike današnju sjevernu podskupinu ekstra-ramelajskih jezika

## Vanjske poveznice
- Ethnologue (14th)
- Ethnologue (15th)